# Pierre Marty (psychanalyste)
Pour les articles homonymes, voir Pierre Marty et Marty.
Pierre Marty, né à Saint-Céré le 11 mars 1918 et mort à Villejuif le 14 juin 1993, est un psychiatre et psychanalyste français, principalement connu pour son apport à la psychosomatique.

## Biographie
Il fait ses études de médecine puis se spécialise en psychiatrie et entreprend une psychanalyse avec Marc Schlumberger en 1947. Il épouse Simone Fain, la sœur de Michel Fain et ils ont une fille. Il est membre adhérent de la Société psychanalytique de Paris en 1950, membre titulaire en 1952 et choisit de rester dans la société lors de la scission de 1953. En 1969, il en est le vice-président, puis le président en 1969. Il est l'un des proches de Maurice Bouvet et est cofondateur et administrateur, jusqu'en 1992, du prix Maurice Bouvet décerné par la Société psychanalytique de Paris.

## Institut de psychosomatique de Paris
Pierre Marty participe à l'émergence, dans les années 1950, de l'École de psychosomatique de Paris, puis fonde, en 1972, avec Michel Fain, l’Institut de psychosomatique de Paris (IPSO), qui prend ultérieurement son nom. Il en est le médecin chef, puis le directeur scientifique.

## Recherches
Il s'est surtout attaché aux rapports des instincts de vie et des instincts de mort chez l'homme, éclairant les « mécanismes de désorganisations fonctionnelles »  à partir des enseignements de la psychanalyse et de ses observations médicales hospitalières.
Il a également été le premier à utiliser le terme de mentalisation pour parler du travail d'élaboration psychique, au début des années 1970. Selon lui, la mentalisation s’intéresse à des dimensions de l’appareil mental.

## Publications
- Les Mouvements individuels de vie et de mort, Payot, 1998,  (ISBN 2228891827)
- L'Ordre psychosomatique, Paris, Payot, 1980,  (ISBN 2-228-89181-9)
- (coll.) L'Investigation psychosomatique, avec Michel de M'Uzan et Christian David, Paris, Puf, coll. « Quadrige », 2003  (ISBN 213053337X)
- La Psychosomatique de l'adulte, Paris, Puf, coll. « Que sais-je ? » ; 6e édition 2004,  (ISBN 2130547354)